# Бранко, Серж
Серж Бранко́ (фр. Serge Branco; 11 октября 1980, Франция) — камерунский футболист, защитник. Олимпийский чемпион 2000 года в составе сборной Камеруна.

## Биография

### Ранние годы. Победа на Олимпиаде и карьера в Германии
Бранко родился в 1980 году. В три года мать с Сержем переехала в Нгаундере. В 13 лет Бранко переехал в Дуалу, где вместе с Пьером Воме, Самюэлем Это’о и Саломоном Олембе проходил обучение в футбольной школе при пивоваренной компании «Брассери», а после выпуска некоторое время выступал за «Униспорт» из Бафанга, вице-президентом которого являлся его дядя. В 17 лет Серж переехал в Лондон к своей старшей сестре и присоединился к академии «Кристал Пэлас». На одном из турниров коллектив дошел до финала, где ему противостояли сверстники из «Нюрнберга». Игра Бранко понравилась главному тренеру основной команды немецкого клуба Феликсу Магату, который предложил камерунцу переехать в Германию. Тем не менее, вскоре Магата уволили, и Бранко также покинул «Нюрнберг». После кратковременного пребывания в «Кроатии» из четвертого дивизиона Серж перешёл в брауншвейгский «Айнтрахт», выступавший в Региональной лиге «Север», на тот момент являвшейся третьей ступенью в немецкой футбольной иерархии. За два сезона (1998/99 и 1999/00) он провёл за клуб 48 матчей и забил 1 гол.
До 19 лет Бранко не вызывался в сборные Камеруна и не участвовал в просмотрах. Тренеру молодёжной национальной команды Жан-Полю Аконо обратить внимание на игрока посоветовал дядя Сержа, который привёз из Германии кассеты с видеозаписями его матчей. Специалист был впечатлен уровнем Бранко и пригласил его на недельный сбор. В 2000 году Аконо включил футболиста в состав для участия в Олимпийских играх в Сиднее. По словам Сержа, тот коллектив отличался сплоченностью, все футболисты хорошо знали друг друга и поддерживали хорошую атмосферу. Бранко провёл на турнире 5 матчей (в том числе и финальный) и считался одним из ключевых игроков. Позже он признавался, что ему и ещё нескольким членам сборной предлагали взятку за то, чтобы они обеспечили победу сборной Бразилии в четвертьфинале, но никто из них не согласился. По итогам турнира сборная Камеруна завоевала золотые медали.
Успех на Олимпиаде поспособствовал развитию карьеры Бранко: брауншвейгский «Айнтрахт» получил несколько предложений от клубов Бундеслиги касательно приобретения камерунца. Серж принял решение присоединиться к франкфуртскому «Айнтрахту», потому что был знаком с Феликсом Магатом, возглавлявшим клуб. В октябре 2000 года трансфер был оформлен. По окончании сезона 2000/01 «Айнтрахт» вылетел из Бундеслиги. По словам Бранко, к нему был интерес со стороны других клубов из элитного немецкого дивизиона, но его клуб не хотел отпускать его, заверив, что отпустит игрока, если в следующем году команда не вернется в Бундеслигу. Выйти в высший дивизион у «орлов» не получилось, но Бранко остался в команде, из-за чего у него испортились отношения с руководством. Камерунец стал получать меньше времени на поле и не вызывался в сборную. Единственную игру за основную национальную команду он провёл в 2001 году против Замбии в отборе на чемпионат мира в Корее и Японии. Впоследствии он в сборную не приглашался.
В августе 2003 года Бранко перешёл в «Штутгарт» на правах свободного агента, где вновь воссоединился с Магатом. Здесь он дебютировал в Лиге чемпионов, выйдя на замену в домашнем матче группового этапа против «Рейнджерс». В Бундеслиге за «Штутгарт» Серж сыграл всего три матча и в основном выступал за дублирующий состав. В 2004 году он тренировался с «Лидс Юнайтед» и в прессе даже появлялись сообщения о том, что камерунец подписал контракт с клубом, однако затем, не проведя ни одной встречи, Серж был отчислен из-за, предположительно, плохой формы. Вскоре он присоединился к «Куинз Парк Рейнджерс», за который в течение полугода провёл 7 матчей в Чемпионшипе, а в январе Бранко покинул команду.

### «Шинник» и «Крылья Советов»
В феврале 2005 года Бранко подписал трёхлетний контракт с ярославским «Шинником». Камерунец дебютировал в чемпионате России 12 марта в игре против «Амкара». В июльском матче против пермского клуба наставник ярославцев Олег Долматов заменил Сержа уже через полчаса после начала встречи, на что футболист резко отреагировал, бросив на поле футболку и сразу уйдя в подтрибунное помещение. Позже футболист принёс извинения свое поведение, а Долматов заявил, что конфликт исчерпан. В матче 22-го тура против ЦСКА Бранко вступил в единоборство с Сергеем Игнашевичем, в результате чего оказался на газоне. Арбитр Сергей Лапочкин посчитал действия камерунца симуляцией и показал ему желтую карточку. После Серж отмахнулся от Игнашевича ногой и был за это удалён с поля. КДК присудил ему двухматчевую дисквалификацию, с которой категорически был не согласен «Шинник», считавший, что Бранко не имитировал нарушение правил на себе, но решение комитета осталось в силе. В матче 26-го тура камерунец получил травму и пропустил из-за неё концовку чемпионата. Всего в сезоне 2005 футболист провёл 24 матча в РФПЛ.
В декабре 2005 года Бранко вместе с партнёром по «Шиннику» Кшиштофом Лонгевкой перешел в «Крылья Советов». В матче первого тура нового сезона против «Локомотива» Серж уже на 3-й минуте сделал голевой пас на Лонгевку, навесив на поляка с фланга. Гол Кшиштофа остался единственным во встрече. Весной камерунец пропустил несколько игр из-за травмы колена. 23 июля 2006 года в матче против ЦСКА Бранко снова получил красную карточку. В концовке поединка он демонстративно сел на мяч, чем спровоцировал Даниэля Карвальо на толчок. Игорь Егоров показал Сержу желтую карточку, которая оказалась для него второй, а бразильца удалил. Камерунец объяснил свой поступок тем, что хотел отомстить ЦСКА за то, что клуб не подписал его предыдущей зимой. Этот эпизод запомнился российской футбольной общественности, и образ Бранко в прессе часто связывали с ним. 
Перед матчем 18-го тура против «Москвы» Бранко поссорился с главным тренером «Крыльев» Гаджи Гаджиевым. По версии футболиста, ему сообщили, что встреча будет носить договорной характер, и он отказался принимать в ней участие, после чего в ходе начавшегося конфликта ассистент Гаджиева Омари Тетрадзе стал угрожать камерунцу пистолетом. Сам Гаджиев заявлял, что Бранко не пришел на предматчевую установку, и он решил оставить его на скамейке запасных, что не понравилось игроку, который стал агрессивно себя вести. Версию с угрозами пистолетом наставник отвергал, так же как и Тетрадзе. Камерунец был оштрафован за инцидент и отстранен от тренировок с командой. Через месяц «Крылья» окончательно решили завершить сотрудничество с футболистом и выставили его на трансфер. Тем не менее, по окончании сезона Гаджиев покинул команду, и пришедший на его место Сергей Оборин вернул Бранко в состав. В ходе розыгрыша чемпионата России 2007 Бранко забил три мяча: в 7-м туре его гол принёс «Крыльям Советов» победу над «Амкаром», а результативный удар в следующем туре в ворота «Зенита» — ничью. Ещё один гол футболист записал на свой счёт 30 июня во встрече с «Локомотивом», закончившимся поражением самарцев 2:5. Также по ходу турнира Серж дважды был удален. В последнем туре в матче против «Химок» камерунец покинул поле из-за расистских оскорблений. После игры защитник в интервью «Спорт-Экспресс» заявил, что не желает оставаться в России.
За два сезона в «Крыльях Советов» Бранко провёл 45 матчей в чемпионате и Кубке страны.

### Дальнейшая карьера
В июле 2008 года подписал однолетний контракт с «Дуйсбургом». В первой половине сезона он отыграл 13 матчей, но после того как Руди Боммера на посту главного тренера сменил Петер Нойрурер Бранко стал получать меньше времени на поле. Зимой «Дуйсбург» не взял камерунца на зимний сбор. Летом 2009 года он перешёл в греческий «Левадиакос», а через год переехал в польскую «Вислу». 
В марте 2012 года Серж заключил контракт с клубом «Аль-Мухаррак» из Бахрейна. Затем выступал за кувейтские команды «Аль-Ярмук» и «Казма» и «Аль-Сувэйк» из Омана.

## Достижения
Сборная Камеруна
- Олимпийский чемпион: 2000

«Висла»
- Чемпион Польши: 2011

«Аль-Сувэйк»
- Обладатель Суперкубка Омана: 2013[46][47]